# 牛久市立牛久南中学校
牛久市立牛久南中学校（うしくしりつ うしくみなみちゅうがっこう）は、茨城県牛久市さくら台にある公立中学校。

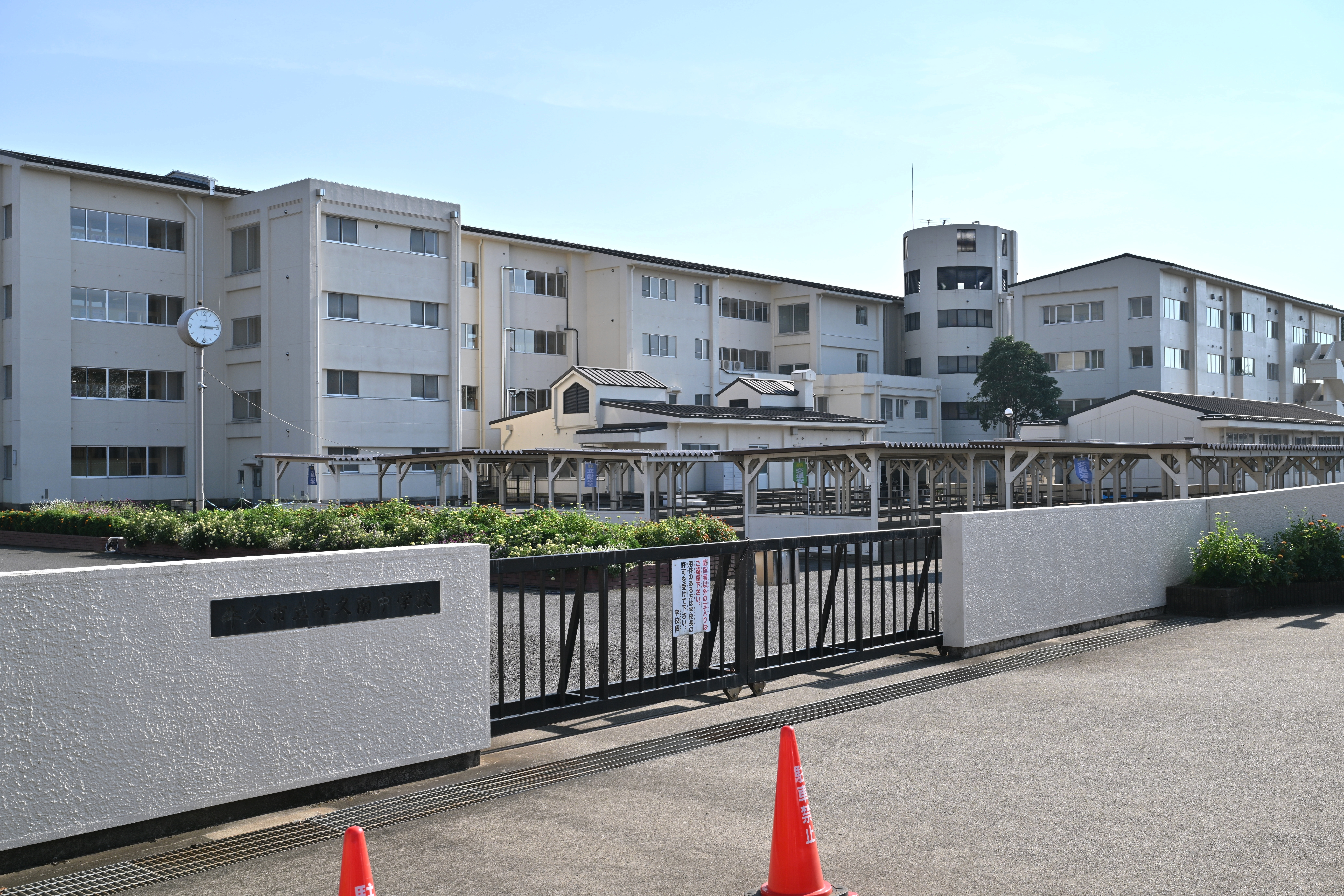
牛久市立牛久南中学校

## 概要
1985年に牛久第一中学校から分離新設された学校である。牛久市街の南側に位置する。

## 歴史
- 1985年（昭和60年）
  - 4月1日 - 牛久町立牛久南中学校、開校
  - 4月7日 - 校訓制定「創造　協和　真理」
  - 6月27日 - 校章・校旗制定（創立記念日）
  - 9月1日 - 校歌制定
- 1986年（昭和61年）6月1日 - 市制施行にともない、牛久市立牛久南中学校に改称
- 1994年（平成6年）6月26日 - 創立10周年記念式典を挙行。
- 2014年（平成26年） - 創立30周年記念式典を挙行[1]。

## 部活動
- 野球部
- サッカー部
- 男子テニス部
- 女子テニス部
- 男子バスケットボール部
- 女子バスケットボール部
- 女子バレーボール部
- 男子卓球部
- 女子卓球部
- 新体操部
- 剣道部
- 柔道部
- 吹奏楽部[1]

## 生徒数
- 2020年度の全校生徒数は431名（1年生148名、2年生140名、3年生143名）[2]。
- 牛久市内では下根中学校の次に生徒数が多い。数年前から生徒数が増加している[2]。

## 進学前小学校
- 牛久市立向台小学校
- 牛久市立神谷小学校（一部）

## 著名な卒業生
- 相川梨絵（元フリーアナウンサー、バヌアツ親善大使）